# Кристи Кьосе
Кристи Кьосе (на албански: Kristi Qose) е албански футболист, полузащитник, играл за албанския национален отбор.

## Биография
Роден е на 10 юни 1995 година в Билища, Албания.